# Clive Granger
Clive William John Granger (Swansea, 4 de setembro de 1934 — San Diego, 27 de maio de 2009) foi um economista britânico. Formulou a teoria da causalidade que leva o seu nome.
Foi laureado com o Prémio de Ciências Económicas em Memória de Alfred Nobel de 2003.

## Vida acadêmica
Granger passou 1959–60, na Universidade de Princeton. Ele havia sido convidado a Princeton por Oskar Morgenstern para participar de seu Projeto de Pesquisa Econométrica. Aqui, Granger e Michio Hatanaka como assistentes de John Tukey em um projeto usando a análise de Fourier em dados econômicos.
Em 1964, Granger e Hatanaka publicaram os resultados de suas pesquisas em um livro sobre Spectral Analysis of Economic Time Series (Tukey os encorajou a escreverem eles mesmos, já que ele não iria publicar os resultados da pesquisa). Em 1963, Granger também escreveu um artigo sobre "A forma espectral típica de uma variável econômica", que apareceu na Econometrica em 1966. Tanto o livro quanto o artigo mostraram-se influentes na adoção dos novos métodos.
Granger também se tornou professor titular da Universidade de Nottingham.
Em um artigo de 1969 na Econometrica, Granger também apresentou seu conceito de causalidade de Granger.
Depois de ler uma cópia pré-impressa do livro de série temporal de George Box e Gwilym Jenkins em 1968, Granger se interessou por previsões. Nos anos seguintes, ele trabalhou neste assunto com seu aluno de pós-doutorado, Paul Newbold; e eles escreveram um livro que se tornou uma referência padrão em previsão de séries temporais (publicado em 1977). Usando simulações, Granger e Newbold também escreveram o famoso artigo de 1974 sobre regressão espúria que levou a uma reavaliação de trabalhos empíricos anteriores em economia e à metodologia econométrica.
Granger passou 22 anos na Universidade de Nottingham. Em 2005, o prédio que abriga os Departamentos de Economia e Geografia foi renomeado como Edifício Sir Clive Granger em homenagem ao prêmio Nobel.
Em 1974, Granger mudou-se para a Universidade da Califórnia em San Diego. Em 1975, ele participou de um comitê do Bureau of Census dos EUA, presidido por Arnold Zellner, sobre ajuste sazonal. Na UCSD, Granger continuou sua pesquisa em séries temporais, colaborando de perto com o co-recebedor do prêmio Nobel Robert Engle (a quem ajudou a trazer para a UCSD), Roselyne Joyeux (em integração fracionária), Timo Teräsvirta (em séries temporais não lineares) e outros. Trabalhando com Robert Engle, ele desenvolveu o conceito de cointegração, apresentado em um artigo conjunto de 1987 na Econometrica; pelo qual recebeu o prêmio Nobel em 2003.
Granger também supervisionou muitos alunos de PhD, incluindo Mark Watson (co-orientador com Robert Engle).
Nos anos posteriores, Granger também usou métodos de séries temporais para analisar dados fora da economia. Ele trabalhou em um projeto de previsão do desmatamento na floresta amazônica. Em 2003, Granger se aposentou da UCSD como Professor Emérito. Ele foi um Visiting Eminent Scholar da Universidade de Melbourne e da Canterbury University. Ele apoiou a Campanha para o Estabelecimento de uma Assembleia Parlamentar das Nações Unidas, uma organização que luta pela reforma democrática das Nações Unidas.
Granger foi casado com Patricia (Lady Granger) de 1960 até sua morte. Ele deixa seu filho, Mark William John, e sua filha, Claire Amanda Jane.
Granger morreu em 27 de maio de 2009, no Scripps Memorial Hospital em La Jolla, Califórnia.

## Publicações
- Granger, C. W. J. (1966). «The typical spectral shape of an economic variable». Econometrica. 34 (1): 150–161. JSTOR 1909859. doi:10.2307/1909859
- Granger, C. W. J. (1969). «Investigating causal relations by econometric models and cross-spectral methods». Econometrica. 37 (3): 424–438. JSTOR 1912791. doi:10.2307/1912791
- Granger, C. W. J.; Bates, J. (1969). «The combination of forecasts». Journal of the Operational Research Society. 20 (4): 451–468. doi:10.1057/jors.1969.103
- Granger, C. W. J.; Hatanaka, M. (1964). Spectral Analysis of Economic Time Series. Princeton, NJ: Princeton University Press. ISBN 978-0-691-04177-3
- Morgenstern, Oskar; Granger, Clive W. J. (1970). Predictability of stock market prices. Lexington, Massachusetts: Lexington Books (D. C. Heath and Company). pp. xxiii+303
- Granger, C. W. J.; Joyeux, R. (1980). «An introduction to long-memory time series models and fractional differencing». Journal of Time Series Analysis. 1: 15–30. doi:10.1111/j.1467-9892.1980.tb00297.x
- Granger, C. W. J.; Newbold, P. (1974). «Spurious regressions in econometrics». Journal of Econometrics. 2 (2): 111–120. CiteSeerX 10.1.1.353.2946. doi:10.1016/0304-4076(74)90034-7
- Granger, C. W. J.; Newbold, P. (1977). Forecasting Economic Time Series. [S.l.]: Academic Press
- Engle, Robert F.; Granger, C. W. J. (1987). «Co-Integration and Error Correction: Representation, Estimation, and Testing» (PDF). Econometrica. 55 (2): 251–276. JSTOR 1913236. doi:10.2307/1913236